# Christian Hosoi

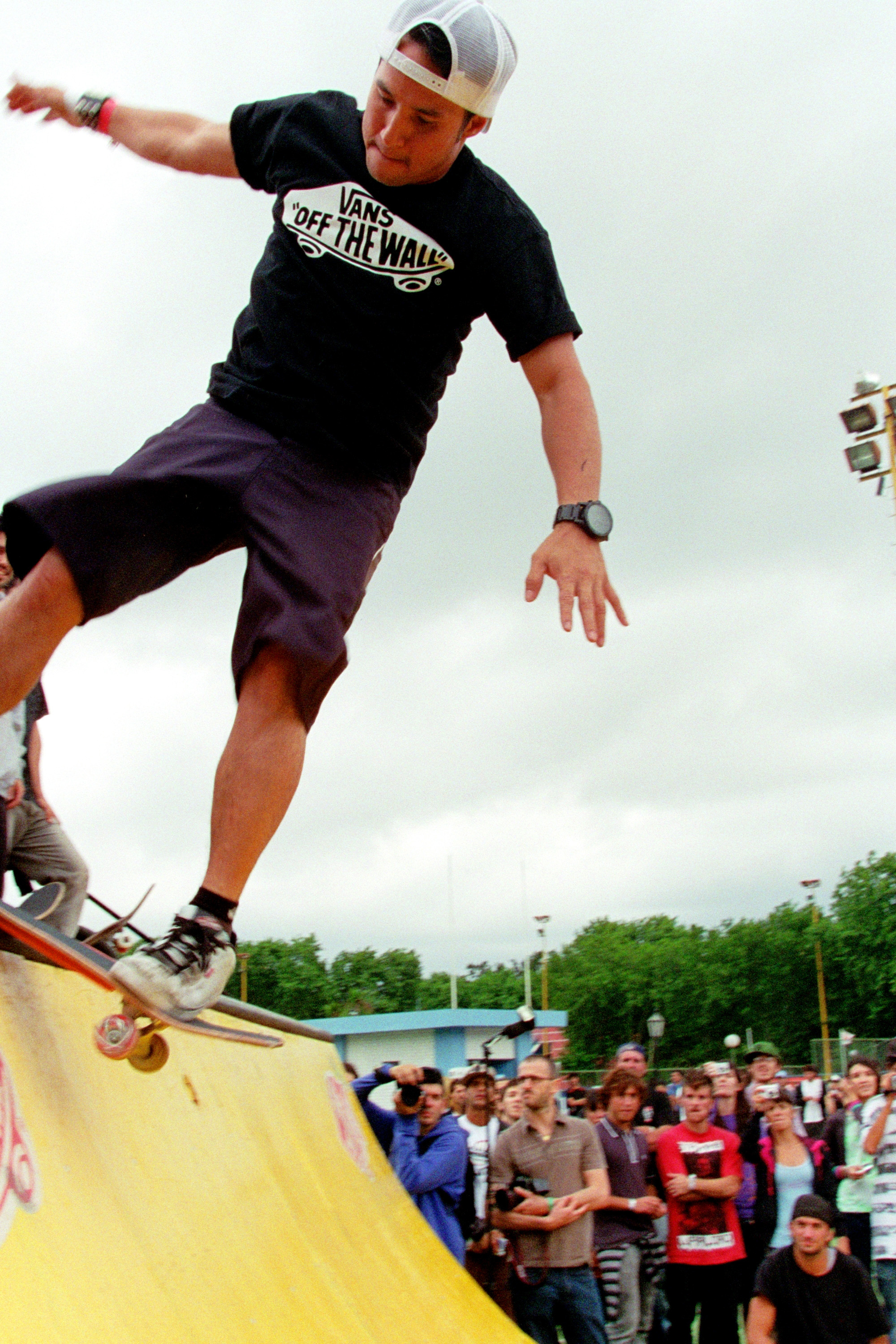

Christian Rosha Hosoi (nascido em 5 de outubro de 1967) é um skatista profissional norte-americano.

## Biografia
Ele está atualmente vivendo em Huntington Beach, Califórnia, com sua esposa Jennifer Lee, ele tem dois filhos Rhythm Hosoi (de um relacionamento anterior) e Classic Hosoi.

### anos 1980
Hosoi, juntamente com Tony Hawk, foi o skatista mais popular na década de 1980. Manobras de sua autoria Christ Air e Rocket Air, ele deu nome Christ Air pois seu apelido era Christ.

### anos 2000
Ele foi acusado de tráfico em 2000 com a intenção de distribuir, um crime federal. Ele foi condenado a 10 anos de prisão, dos quais ele permaneceu quatro anos e foi liberado em Junho de 2004 do presidio San Bernardino Central Detention Center. Foi na prisão que encontrou seus estudos bíblicos, até então desconhecia estes estudos, foi nestes estudos que soube origem de sua manobra Christ Air. Na prisão Hosoi casou com Jennifer Lee, e se tornou um cristão através das vidas de sua esposa e seu tio, o pastor Christopher Swain. 

## Videografia no Skate
- Rising Son: The Legend of Skateboarder Christian Hosoi 2006, cineasta Dennis Hopper.